# Woods Landing-Jelm
Woods Landing-Jelm és una concentració de població designada pel cens dels Estats Units a l'estat de Wyoming. Segons el cens del 2000 tenia 100 habitants.

## Demografia
Segons el cens del 2000, Woods Landing-Jelm tenia 100 habitants, 47 habitatges, i 25 famílies. La densitat de població era de 2,4 habitants/km².
Dels 47 habitatges en un 23,4% hi vivien nens de menys de 18 anys, en un 44,7% hi vivien parelles casades, en un 6,4% dones solteres, i en un 44,7% no eren unitats familiars. En el 31,9% dels habitatges hi vivien persones soles el 31,9% de les quals corresponia a persones de 65 anys o més que vivien soles. El nombre mitjà de persones vivint en cada habitatge era de 2,13 i el nombre mitjà de persones que vivien en cada família era de 2,65.
Per edats la població es repartia de la següent manera: un 19% tenia menys de 18 anys, un 2% entre 18 i 24, un 29% entre 25 i 44, un 46% de 45 a 60 i un 4% 65 anys o més.
L'edat mediana era de 45 anys. Per cada 100 dones de 18 o més anys hi havia 107,7 homes.
La renda mediana per habitatge era de 44.063 $ i la renda mediana per família de 63.214 $. Els homes tenien una renda mediana de 26.719 $ mentre que les dones 22.500 $. La renda per capita de la població era de 26.248 $. Cap de les famílies i el 10,2% de la població estaven per davall del llindar de pobresa.